# Anning He
Der Anning He oder Anning-Fluss (chinesisch 安寧河 / 安宁河, Pinyin Ānníng hé), der auch unter dem Namen Baisha Jiang (白沙江) und mehreren weiteren Namen bekannt ist, ist ein großer Nebenfluss des unteren Yalong Jiang im Südwesten der chinesischen Provinz Sichuan. Er entspringt am südlichen Fuß des Gebirges Gongga Shan auf dem Berg Pusa Gang (菩薩崗 / 菩萨岗) im Kreis Mianning des Autonomen Bezirks Liangshan der Yi und fließt südwärts durch die Gebiete von Mianning, Xichang, Dechang und Miyi. Der Anning He ist etwa 320 km lang, sein Einzugsgebiet hat eine Fläche von etwa 11.000 km2.
Die Anninghe-Verwerfung (chinesisch 安寧河斷裂帶 / 安宁河断裂带, Pinyin Ānníng hé duànlièdài) ist nach ihm benannt.